# Джекі Шелдон
Джон Шелдон (англ. John Sheldon; 11 лютого 1888, Клей Кросс, Дербішир, Англія, Велика Британія — 19 березня 1941, Манчестер, Англія) — англійський футболіст, правий крайній нападник. У спортивних колах більш відомий як Джекі Шелдон (англ. Jackie Sheldon).

## Спортивна кар'єра
В листопаді 1909 року перейшов до «Манчестер Юнайтед» з команди «Нанітон Таун». Свій перший матч у першому дивізіоні провів 27 грудня наступного року проти «Бредфорд Сіті». Менеджер клуба Ернест Менгналл розглядав Шелдона лише як гравця найближчого резерва; в основі, на його позиції, виступав легендарний валлієць Біллі Мередіт. Це було головною причиною того, що за три сезони у складі манкуніанців провів лише 26 лігових матчів і, відповідно, зростало його бажання змінити команду.
26 листопада 1913 року перейшов до «Ліверпуля», сума трансферу складала 300 фунтів стерлінгів. Через три дні дебютував у команді Тома Вотсона, матч проти столичного «Тоттенхема» завершився перемогою з рахунком 2:1. Перший гол забив 6 грудня у ворота «Астон Вілли», але той поєдинок завершився поразкою; у суперників двічі відзначився Гарі Хемптон. В сезоні 1913/14 мерсисайці, вперше в своїй історії, дійшли до фіналу національного кубка. Однак, у вирішальному матчі, завдяки голу Берта Фрімана, трофей здобули суперники з «Бернлі».
2 квітня 1915 року, на «Олд Траффорді», «Манчестер Юнайтед» здобув перемогу над «Ліверпулем» з рахунком 2:0 (забивав Джордж Андерсон). Перед грою «Ліверпуль» знаходився в середині турнірної таблиці, а «Юнайтед» був одним з кандидатів до другого дивізіону і йому вкрай були необхідні очки. Після першого пропущеного м'яча, мерсисайці грали достатньо розслаблено і без особливого бажання. У першому таймі Патрік О'Коннелл не реалізував одинадцятиметровий штрафний удар у ворота «Ліверпуля», але не засмутився і навіть виглядав впевненим, що його команда зможе забити іще. Вже в другому таймі «Юнайтед» забив гол, після чого жодна з команд не намагалася змінити рахунок. За деякими даними, в матчі був призначений ще один пенальті, вже в інші ворота, який не забив Джекі Шелдон, проте в більшості джерел згадки про нього немає.
Протягом усього матчу з трибун лунав свист, вболівальники були невдоволені навіть попри те, що господарі в підсумку здобули перемогу. Головний тренер «Манчестер Юнайтед» Джек Робсон, незадоволений тим, що відбувається на полі, пішов зі стадіону ще до закінчення гри. Футбольна асоціація провела розслідування і довічно дискаліфікувала трьох гравців манчестерської команди і чотирьох з Ліверпуля. Шелдона, який грав за обидві команди, було визнано ініціатором договірного матчу. Водночас, асоціація оголосила, що покарання футболістів може бути скасоване, якщо вони вступлять до лав британської армії і візьмуть участь в бойових діях на фронтах Першої світової війни.
Шестеро скористалися цією можливістю, але в мирний час футбольну кар'єру продовжили лише четверо. Сенді Тернбулл загинув у битві біля Арраса, а Томас Фейрфол завершив ігрову кар'єру (йому на той час виповнилося 38 років). Том Міллер та Боб Перселл провели перший повоєнний сезон у «Ліверпулі», і грали за інші команди. Тяжкопоранений у битві біля Пашендейле Артур Воллі провів в англійському чемпіонаті ще сім сезонів, а потім працював букмекером. Джекі Шелдон повернувся до мерсисайського клубу і захищав його кольори протягом двох сезонів. 16 квітня 1921 року, гравець «Дербі Каунті», зламав йому ногу і цей матч став останнім в його спортивній кар'єрі.

## Досягнення
- Чемпіон Англії (1): 1911 («Манчестер Юнайтед»)
- Фіналіст кубка (1): 1914 («Ліверпуль»)

## Статистика
| Сезон             | Команда             | Чемпіонат         | Чемпіонат | Чемпіонат | Кубок | Кубок |
| Сезон             | Команда             | Ліга              | Ігри      | Голи      | Ігри  | Голи  |
| ----------------- | ------------------- | ----------------- | --------- | --------- | ----- | ----- |
| 1910/11           | «Манчестер Юнайтед» | Д-1               | 5         | 0         |       |       |
| 1911/12           | «Манчестер Юнайтед» | Д-1               | 5         | 0         |       |       |
| 1912/13           | «Манчестер Юнайтед» | Д-1               | 16        | 1         |       |       |
| 1913/14           | «Ліверпуль»         | Д-1               | 22        | 5         | 8     | 1     |
| 1914/15           | «Ліверпуль»         | Д-1               | 35        | 10        | 2     | 0     |
| 1919/20           | «Ліверпуль»         | Д-1               | 37        | 1         | 5     | 2     |
| 1920/21           | «Ліверпуль»         | Д-1               | 35        | 1         | 3     | 0     |
| Усього за кар'єру | Усього за кар'єру   | Усього за кар'єру | 155       | 18        | 18    | 3     |